# Associação Atlética Internacional
L'Associação Atlética Internacional, també anomenat Internacional, Inter-SP o Inter de Limeira, és un club de futbol brasiler de la ciutat de Limeira a l'estat de São Paulo.

## Història
El 2 d'octubre de 1913, al Teatro da Paz, membres d'un club amateur anomenat Barroquinha decidiren professionalitzar-se establint in pagament mensual als seus socis El 5 d'octubre, es fundà oficialment l'Associação Atlética Internacional. El nom provenia del d'un altre club de São Paulo anomenat Internacional (no pas del club Internacional de Porto Alegre). El 1926 guanyà el Campeonato Paulista do Interior. El 1986, entrenat per Pepe, guanyà el Campionat paulista.

## Palmarès
- Segona Divisió brasilera de futbol:
  - 1986, 1988

- Campionat paulista:
  - 1986

- Campionat paulista Série A2:
  - 1978, 1996, 2004

- Campionat paulista Série A3:
  - 1966

## Jugadors destacats
- Éder
- Edu Marangon
- Elano
- Léo Gago
- Luizinho Vieira
- Maicosuel
- Paulo Isidoro
- Paulo Silas
- Ronaldo
- Sérgio
- Zé Maria
- Sebastián Bueno

## Entrenadors destacats
- Nelsinho Baptista
- Pepe
- Valdir Peres